# Avion d'attaque au sol
Un avion d'attaque au sol ou avion d'assaut est un avion militaire conçu pour attaquer des cibles au sol telles que des chars ou des troupes ennemies. Il opère à basse altitude pour appuyer l'infanterie engagée sur le terrain, contrairement aux bombardiers qui attaquent des cibles plus stratégiques. Ce type de mission est appelé « appui aérien rapproché ».

## Historique

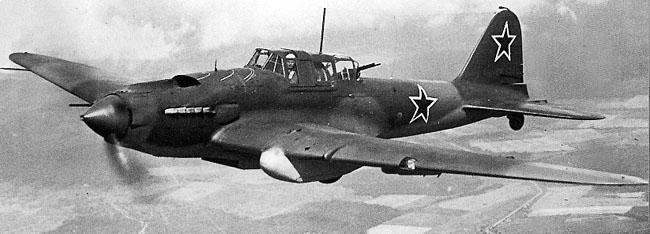
L’Iliouchine Il-2 Chtourmovik soviétique

Les avions d'attaque au sol sont apparus dès le début de la Seconde Guerre mondiale. Le plus connu d'entre eux est le Junkers Ju 87 Stuka, utilisé par les nazis. On peut citer également le Iliouchine Il-2 Chtourmovik soviétique. À la fin de la guerre, les chasseurs-bombardiers étaient eux aussi capables de mener des missions d'attaque. Ceux qui eurent le plus de succès furent le Focke-Wulf Fw 190 et le Hawker Typhoon.

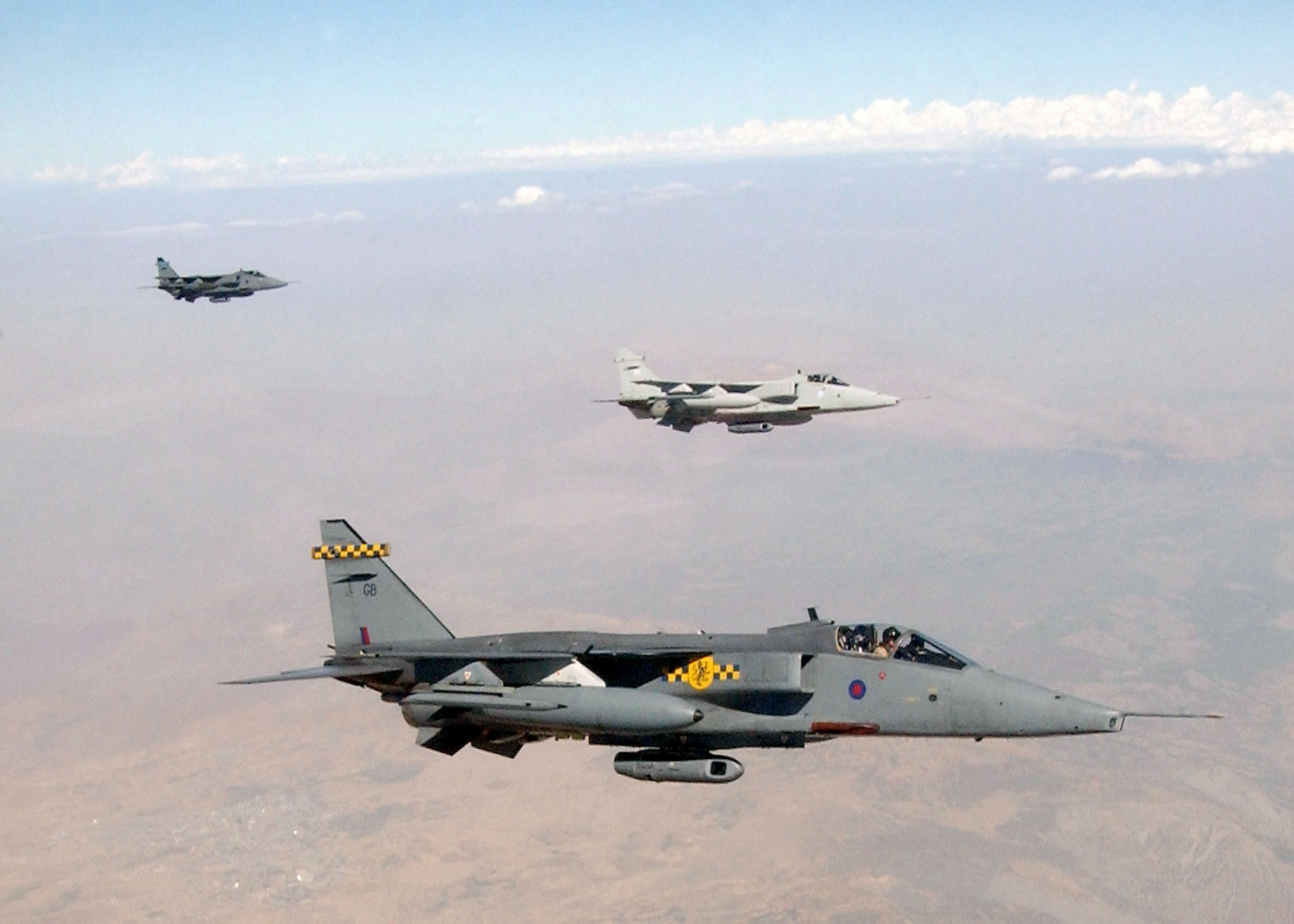
Trois Jaguars de la Royal Air Force

Depuis la Seconde Guerre mondiale, un certain nombre d'avions d'attaque au sol ont été conçus. On peut citer les North American OV-10 Bronco, Grumman A-6 Intruder et Vought A-7 Corsair II (tous deux basés à bord de porte-avions et largement utilisés pendant la guerre du Viêt Nam), le Soukhoï Su-17 et le SEPECAT Jaguar. 
Au début des années 1970, l'US Air Force mit au point le Fairchild A-10 Thunderbolt II qui, arrivé trop tard pour le Viêt Nam, aurait été chargé de détruire les chars soviétiques en cas de tentative d'invasion de l'Europe de l'Ouest. Parallèlement, l'URSS conçoit le Soukhoï Su-25 Frogfoot, qui lui est similaire sur le principe.
Les États-Unis ont développé un type particulier d'avion d'attaque au sol nommé gunship. Il s'agit d'un avion de grande taille, souvent une version armée d'un avion de transport militaire, équipé de nombreux canons d'un calibre allant de 20 à 105 millimètres. Des roquettes incendiaires y sont souvent adjointes pour « marquer » les cibles. De tel avions sont suffisamment rares pour que le nom de gunship soit souvent utilisé pour qualifier les hélicoptères d'attaques au sol.
De nombreuses forces aériennes se contentent pour ce rôle d'avions plus légers comme l'Aeritalia G.91 ou l'AMX italiens, voire d'avions d’entraînement modifiés comme l'Alpha Jet, ou quelquefois de versions d'avions agricoles tel le Air Tractor AT-802. L'attaque au sol a maintenant tendance à être confiée à des avions multirôles, comme le F/A-18 Hornet. De même, le F-35 est censé remplacer le A-10, décision de l'US Air Force assez critiquée.

## Caractéristiques

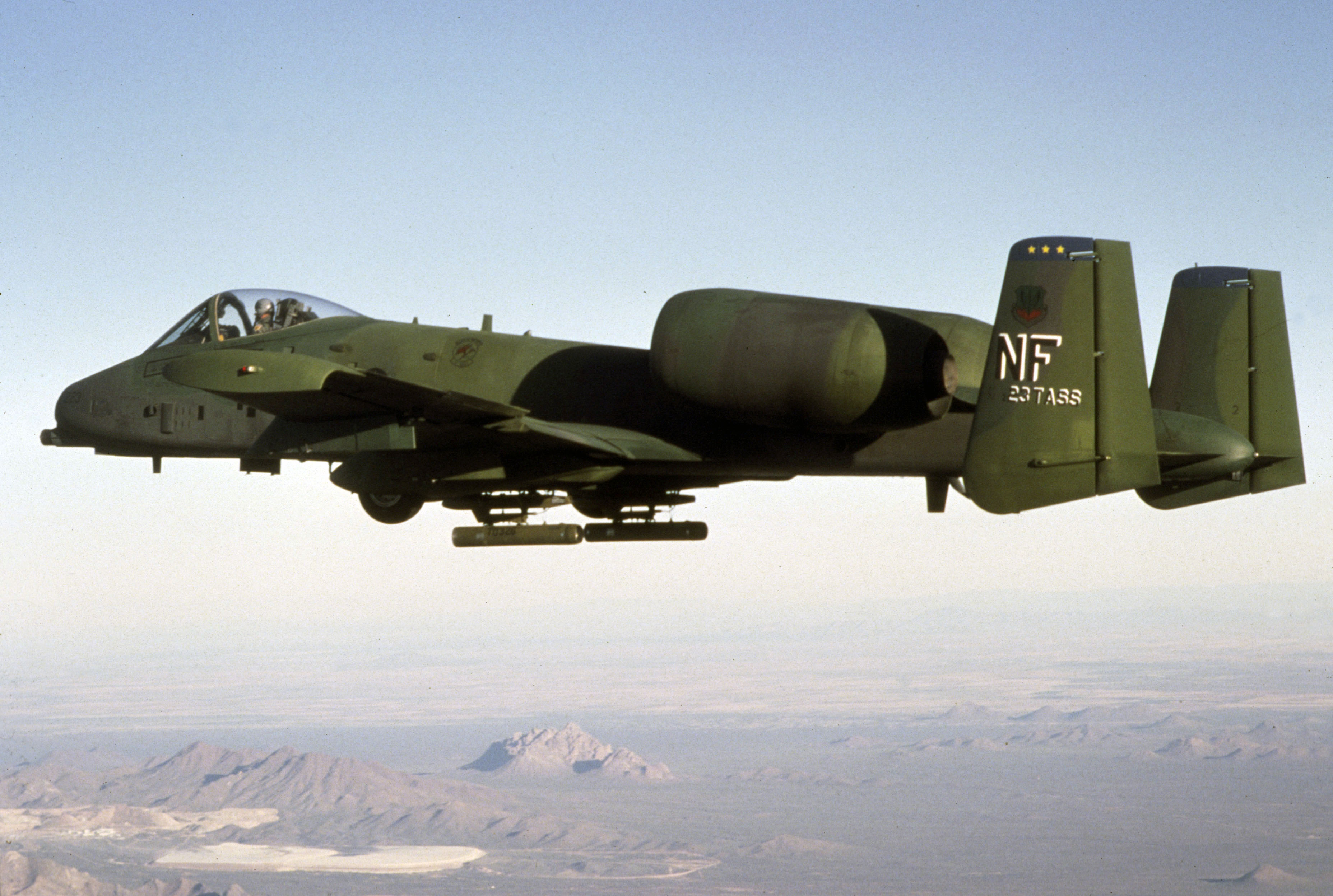
Un Fairchild A-10 Thunderbolt II américain

Les caractéristiques essentielles d'un avion d'attaque au sol sont : 
- sa manœuvrabilité (pour suivre le relief à basse altitude, s'orienter rapidement sur sa cible et esquiver les tirs adverses) ;
- la stabilité de sa plate-forme de tir (pour avoir de bonnes chances d'atteindre sa cible) ;
- sa robustesse (car il a de grandes chances d'être touché par la défense antiaérienne ou les tirs venant du sol).

Son armement comprend :
- un ou plusieurs canons embarqués ;
- des roquettes ;
- des missiles air-sol ;
- des bombes.

## Une aviation tactique 750 fois plus efficace en 60 ans
Ce tableau évalue le nombre de sorties requises par l’aviation pour détruire 60 % du parc d’une division blindée de 3 000 véhicules. Un avion moderne a théoriquement la même efficacité que 750 appareils en 1945 tant leurs performances et leur armement air-sol deviennent de plus en plus évolués :
|                                 | 1945              | 1965               | 1985                       | 2005                                          |
| ------------------------------- | ----------------- | ------------------ | -------------------------- | --------------------------------------------- |
| Munitions : type et poids moyen | 1 tonne de bombes | 5 tonnes de bombes | 5 tonnes de sous-munitions | 5 tonnes de sous-munitions à guidage terminal |
| Nombres de sorties              | 45 000            | 2 200              | 300                        | 60                                            |

Mais la réalité du terrain prenant en compte, entre autres, la dispersion, le camouflage des véhicules et les règles d'engagements strictes, rend ces chiffres totalement aléatoires.